# 東宮寺爽
東宮寺 爽（とうぐうじ さやか、1984年7月13日 - ）は、日本のAV女優。血液型:O型。身長:155cm。スリーサイズはB84(E)・W57・H84。

## 略歴・人物
東京都出身。2005年にAVデビュー。

## 出演作品
2005年
- 強制ぶっかけ ヒロイン汚辱（6月10日、シャトルジャパン）[1]
- snap 14（7月1日、ゴーゴーズ） ※「sayaka」名義[要出典]
- 地獄の晩餐（9月8日、ブリット）共演:竹内裕実、小泉咲子[1]
- メガネ妻 生中出し（10月7日、TMA）他出演:姫川麗、一条美穂 ほか[1]
- コスプレ☆ごっくん娘（11月4日、シャトルジャパン）共演:相沢唯衣[1]
- Gal★Santa（11月16日、ドリームチケット）他出演:藍原夕妃、遠野あい
- もしもこんな痴女がいたら…。 6 （11月25日、ケイ・エム・プロデュース）他出演:小池ひとみ、姫島瑠梨香、楓、柊杏奈、小林かすみ、綾野みゆき ※「東宮寺さやか」名義[要出典]、レンタル作品
- アキバ系の女（12月1日、VIP）他出演:羽生めい、柊杏奈、市川彩乃[1]
- うまなみ。プレゼンツ 14 もしもこんな痴女がいたら…。 4時間 （12月23日、ケイ・エム・プロデュース）他多数出演 ※「東宮寺さやか」名義[要出典]

2006年
- 美尻Junkie（1月10日、ドリームチケット）他出演:風間ゆず、さいとう真央[1]
- 強制レイプマニアックス 8（1月13日、VIP）他出演:北乃うらん、羽生めい、玉置マリア、柊杏奈、菊原まどか
- カラオケBOXの廊下やフロントで公然ワイセツ（1月19日、ブリット）他出演:池野朋、早乙女未央 ほか[1]
- Gals★Santa（11月30日、ドリームチケット）他出演:遠野あい、藍原夕妃[1]